# Parque nacional Ånderdalen
El parque nacional Ånderdalen (en noruego: Ånderdalen nasjonalpark) es un parque nacional de Noruega localizado en los municipios de Torsken y Tranøy, en el condado de Troms. El parque fue creado el 6 de febrero de 1970 por decreto real. Fue ampliado en 2004, teniendo ahora una extensión de 125 kilómetros cuadrados. El parque nacional preserva la región costera del norte de Noruega en un estado natural, incluyendo bosques de pinos, abedules y plantas alpinas.